# コリーン・ファージソン
コリーン・ファージソン（Colleen Furgeson、1998年11月21日 - ）は、マーシャル諸島の競泳選手。女子50m自由形、100m自由形、200m自由形、50m背泳ぎ、100m背泳ぎ、200m背泳ぎ、50m平泳ぎ、200m個人メドレーのマーシャル諸島国内記録保持者。
7歳の時にクェゼリン島で競泳を始めた。現在はアメリカ合衆国フロリダ州フォートローダーデールのアズーラ・フロリダ・アクアティクス国際水泳連盟トレーニングセンターでトレーニングをしている。
2016年のリオデジャネイロオリンピックの女子50m自由形に出場した。
2021年の東京オリンピックでは女子100m自由形に出場し、国内記録を更新した。
2014年から2018年までは、クェゼリン島でライフガードとして、2015年から2016年までは、クェゼリン・アワーグラス新聞社でメディアインターンとして働いていた。

## 主な戦績
| 年   | 大会           | 開催地           | 種目       | 順位            | 記録      | 備考     |
| ---- | -------------- | ---------------- | ---------- | --------------- | --------- | -------- |
| 2013 | 世界水泳選手権 | バルセロナ       | 50m自由形  | 予選敗退 (63位) | 29秒09    |          |
| 2015 | 世界水泳選手権 | カザン           | 50m自由形  | 予選敗退 (45位) | 33秒04    |          |
| 2015 | 世界水泳選手権 | カザン           | 100m自由形 | 予選敗退 (83位) | 1分05秒18 |          |
| 2016 | オリンピック   | リオデジャネイロ | 50m自由形  | 予選敗退 (58位) | 28秒16    |          |
| 2017 | 世界水泳選手権 | ブダペスト       | 50m自由形  | 予選敗退 (61位) | 28秒32    |          |
| 2017 | 世界水泳選手権 | ブダペスト       | 50m平泳ぎ  | 予選敗退 (42位) | 36秒97    |          |
| 2019 | 世界水泳選手権 | 光州             | 50m背泳ぎ  | 予選敗退 (38位) | 33秒28    |          |
| 2019 | 世界水泳選手権 | 光州             | 100m背泳ぎ | 予選敗退 (58位) | 1分13秒64 |          |
| 2021 | オリンピック   | 東京             | 100m自由形 | 予選敗退 (44位) | 58秒71    | 国内記録 |

## 記録
| 種目             | 記録      | 年月日        | 場所               | 備考     |
| ---------------- | --------- | ------------- | ------------------ | -------- |
| 50m自由形        | 27秒37    | 2021年5月1日  | アメリカ合衆国     | 国内記録 |
| 100m自由形       | 58秒71    | 2021年7月28日 | 日本               | 国内記録 |
| 200m自由形       | 2分12秒87 | 2021年6月5日  | アメリカ合衆国     | 国内記録 |
| 50m背泳ぎ        | 31秒00    | 2021年4月29日 | アメリカ合衆国     | 国内記録 |
| 100m背泳ぎ       | 1分07秒33 | 2021年4月30日 | アメリカ合衆国     | 国内記録 |
| 200m背泳ぎ       | 2分45秒13 | 2018年6月28日 | パプアニューギニア | 国内記録 |
| 50m平泳ぎ        | 36秒97    | 2017年7月29日 | ハンガリー         | 国内記録 |
| 200m個人メドレー | 2分47秒88 | 2019年7月12日 | サモア             | 国内記録 |